# Союз ТМА-13
Союз ТМА-13 е пилотиран космически кораб от модификацията „Союз ТМА“, полет 17S към МКС, 123-ти полет по програма „Союз“. Чрез него е доставена в орбита осемнадесета основна експедиция и е 43-ти пилотиран полет към „МКС“.

## Екипаж

### При старта

#### Основен
Осемнадесета основна експедиция на МКС
- Юрий Лончаков (3) – командир
- Едуард Финки (2) – бординженер-1
- Ричард Гериът (1) – космически турист

#### Дублиращ
- Генадий Падалка – командир
- Майкъл Барат – бординженер-1
- Ник Халик – космически турист

### При кацането
- Юрий Лончаков – командир
- Едуард Финки – бординженер-1
- Чарлс Симони – космически турист

## Най-важното от мисията
Екипажът на Осемнадесета основна експедиция пристига успешно на борда на МКС на 14 октомври. В екипажа влиза и шестият космически турист Ричард Гериът. След около 10-дневен полет на МКС, той се завръща на Земята на борда на Союз ТМА-12, заедно с С. Волков и О. Кононенко от „Експедиция – 17“. Третият член на мисията (Грегъри Шамитоф) остава на борда до края на ноември, когато на свой ред е заменен при полета на мисия STS-126.
По време на полета екипажът на „Експедиция-18“ провежда различни научни изследвания в областта на медицината, физиката, прави наблюдения на Земята, прави две излизания в открития космос и посреща и разтоварва два товарни космически кораба „Прогрес М-66 и М-01М“.

### Космически разходки
| № | Участници                  | Начало                     | Край                       | Продължителност    |
| - | -------------------------- | -------------------------- | -------------------------- | ------------------ |
| 1 | Юрий Лончаков Едуард Финки | 23 декември 2008 00:52 UTC | 23 декември 2008 06:29 UTC | 5 часа и 37 минути |
| 2 | Юрий Лончаков Едуард Финки | 10 март 2009 16:22 UTC     | 10 март 2009 21:10 UTC     | 4 часа и 48 минути |

На 15 ноември 2008 г. стартира и два дни по-късно се скачва със станцията совалката „Индевър“, мисия STS-126. С нея пристига на борда на МКС Сандра Магнус, която заменя астронавта Грегъри Шамитоф като бординженер в „Експедиция-18“. Остават скачени около 11 денонощия с МКС.
На 15 март 2009 г. стартира и два дни по-късно се скачва със станцията совалката „Дискавъри“, мисия STS-119. С нея пристига на борда на МКС Коичи Ваката, който заменя астронавтката Сандра Магнус като бординженер в „Експедиция-18“. Остават скачени около 9 денонощия с МКС.
На 26 март е изстрелян, а на 28 март се скачва с МКС космическият кораб Союз ТМА-14 с екипажа на „Експедиция-19“. След около десетдневен съвместен полет, екипажът на „Експедиция-18“ се завръща на Земята на 11 октомври на борда на „Союз ТМА-12“, заедно с петия космически турист – Чарлс Симони след своя втори полет.
След завръщането на Лончаков и Финки със „Союз ТМА-13“, третият член на дълговременния екипаж К. Ваката остава в космоса и преминава в състава на „Експедиция-19“. Завръща се с мисия STS-127 на совалката „Индевър“ в края на юли.
- Момент от изправянето на ракетата-носител на стартовата площадка
- Ракетата-носител – готова за старт
- Стартът на „Союз ТМА-13“
- Приземяването на „Союз ТМА-13“